# Carlo Fermariello
Carlo Fermariello (Napoli, 14 ottobre 1925 – Napoli, 16 gennaio 1997) è stato un politico e sindacalista italiano.

## Biografia
Nipote del sindaco di Napoli Gennaro Fermariello, frequenta il liceo classico Antonio Genovesi. Entra in Giustizia e Libertà e poi nel Partito d'Azione. Durante la seconda guerra mondiale combatte nel Battaglione San Marco, che aveva in gran parte aderito al Regno del Sud e collaborò con il giornale L'Azione diretto da Guido Dorso. Nel 1946 aderisce al Partito Comunista Italiano e per un breve periodo diventa segretario del partito a Caserta. Partecipa alle lotte sindacali in Basilicata e poi a Roma, entra nel sindacato dei lavoratori della terra e diventa segretario della Federbraccianti e coordinatore della segreteria generale della CGIL. Dal 1960 al 1965 è segretario generale della CGIL in Campania.
All'inizio degli anni cinquanta era stato eletto consigliere comunale a Napoli. Nel 1963 partecipa al film di Francesco Rosi Le mani sulla città, che denunciava la corruzione e la speculazione edilizia a Napoli del boom economico, nel ruolo del consigliere d'opposizione De Vita che si scaglia contro il costruttore edilizio e consigliere comunale Eduardo Nottola, impersonato da Rod Steiger. Rosi lo scelse per la sua competenza urbanistica e per l'intensità e ironia dei suoi interventi, dopo aver assistito a numerose sedute del Consiglio comunale di Napoli. Per impersonare De Vita si ispirò a Luigi Cosenza, ingegnere e architetto, consigliere comunale comunista che si opponeva alla destra monarchica guidata dal sindaco Achille Lauro.
Nel 1968 è eletto senatore, incarico che conserva fino al 1983. Nel 1969 è nominato primo presidente dell'Arci-Caccia. Ritorna consigliere comunale a Napoli dopo il 1980. Nel giugno 1996 è eletto sindaco di Vico Equense con il Partito Democratico della Sinistra, rimanendo in carica fino alla morte, avvenuta dopo solo sette mesi di mandato a causa di una grave malattia. Molto amico di Giorgio Napolitano, futuro Presidente della Repubblica, è sepolto a Vico Equense accanto a Gerardo Chiaromonte. Nel 1998 gli è stato dedicato il circolo dei Democratici di Sinistra e ora del Partito Democratico di Vico Equense.

## Filmografia
- Le mani sulla città (1963) di Francesco Rosi